# Рифът на Донован
„Рифът на Донован“ (на английски: Donovan's Reef) е комедия на режисьора Джон Форд, който излиза на екран през 1963 година, с участието на Джон Уейн и Елизабет Ален в главните роли.

## Сюжет
Група другари оттеглили се от флота след войната, имат прекрасен живот на остров в Тихия океан. Те прекарват повечето време в местния бар „Рифът на Донован“, в който чрез крясъци и шумни кавги успяват да разнообразят монотонния живот на острова. Най-ненадейно в целия този хаос се появява красивата дъщеря на един от тях - доктора. Тя е богата, праволинейна американка от Бостън, пристигнала да търси баща си.

## В ролите
| Актьор        | Роля                                       |
| ------------- | ------------------------------------------ |
| Джон Уейн     | Майкъл Патрик (Гънс) Донован               |
| Елизабет Ален | Амелия Дедам                               |
| Лий Марвин    | Томас Алоизиус (Боат) Гилхоули             |
| Джак Уордън   | доктор Уилям Дедам                         |
| Сезар Ромеро  | маркиз Андре де Лаж, губернатор на острова |
| Жаклин Малуф  | Лелани Дедам                               |
| Дороти Ламур  | мис Лафльор                                |
| Марсел Далио  | отец Клюзо                                 |
| Майк Мазурки  | сержант Монк Менкович                      |